# Dwyriw
Dwyriw é uma comunidade no condado de Powys, Gales. Situa-se entre dois afluentes do Afon Rhiw (rio), daí o nome ("Two Rivers Rhiw"), a sudoeste de Llanfair Caereinion.
Os edifícios históricos nas proximidades incluem a Capel Coffa Lewis Evan em Adfa e St. Mary's Church Llanllugan. As vilas de Llanllugan, Cefn Coch, Llanwyddelan e Adfa estão contíguas à comunidade.